# Arthur Francis Buddington
Arthur Francis Buddington (* 29. November 1890 in Wilmington, Delaware; † 25. Dezember 1980) war ein US-amerikanischer Geologe und Petrologe. Er befasste sich insbesondere mit Lagerstättenforschung, regionaler Geologie, Geochemie und Petrologie.

## Leben
Buddington studierte ab 1908 an der Brown University Botanik, Chemie und speziell Geologie mit dem Master-Abschluss 1913. Danach ging er an die Princeton University, wo er an Feldstudien in Neufundland teilnahm und 1916 promoviert wurde. Er studierte unter anderem bei dem Petrologen C. H. Smyth. Nach verschiedenen Zwischenpositionen (unter anderem war er auch kurz in der Forschung zur Chemie-Waffenentwicklung im Ersten Weltkrieg) innerhalb und außerhalb der Universität war er ab 1919 am Geophysikalischen Labor der Carnegie Institution in Washington D.C., damals das wichtigste Forschungszentrum für Geochemie und experimentelle Petrologie in den USA.  Er untersuchte dort insbesondere die Melilithe. 1920 wurde er Assistant Professor und später Professor in Princeton. Er blieb dort 50 Jahre und gründete dort eine eigene petrologische Schule, wobei er besonderen Wert auf chemische Untersuchungen legte. 1936 bis 1950 war er Fakultätsvorstand. Gleichzeitig begann er auch eine Karriere als Feldgeologe beim United States Geological Survey ab 1921, zuerst in Alaska, 1930 in Oregon und ab 1943 als Leiter einer Suche nach Eisenerzen im Nordosten der USA, die 17 Jahre dauerte. Dabei wurde auch Prospektion aus der Luft mit Magnetometern unternommen, mit Techniken, die aus der U-Boot-Suche im Zweiten Weltkrieg stammten und zuerst 1944 in den Adirondacks angewandt wurden. Auch neue geochemische Methoden kamen zum Einsatz.
1935 führte er entgegen damaliger Lehre eine neue Form hydrothermaler Lagerstätten ein (von ihm xenotherm genannt, niedriger Druck, hohe Temperatur).
Er war Mitglied der American Philosophical Society (1931), der National Academy of Sciences (1943) und der American Academy of Arts and Sciences (1948) sowie Ehrenmitglied der Mineralogical Society of Great Britain and Ireland.
1943 bis 1947 war er Vizepräsident der Geological Society of America. Da er allerdings administrativen Aufgaben abgeneigt war, verzichtete er auf die obligatorische daran anschließende Präsidentschaft. 1954 bis 1957 war er Vorsitzender der geowissenschaftlichen Sektion der National Academy of Sciences.
Buddington war Mit-Herausgeber von American Scientist und American Journal of Science. Er war seit 1924 mit Elizabeth Jene Muntz verheiratet und hatte eine Tochter.

## Ehrungen
Buddington war Ehrendoktor der Brown University, der Universität Lüttich und des Franklin and Marshall College.
1954 erhielt er die Penrose-Medaille und 1956 die Roebling Medal. 1960 erhielt er die Dumont Medaille der belgischen geologischen Gesellschaft.
1963 erhielt er die höchste Auszeichnung des US-Innenministeriums, den Distinguished Service Award.
1964 wurde das Mineral Buddingtonit nach ihm benannt.

## Schriften
- mit T. Chapin: Geology and mineral deposits in southeastern Alaska, US Geological Survey Bulletin Nr. 800, 1929
- mit E. Callaghan: Metalliferous mineral deposits of the Cascade Range in Oregon, Geolog. Survey Bull. Nr. 893
- mit B. F. Leonard: Ore deposits of the St. Lawrence Magnetite Deposit, northwest Adirondacks, Geolog. Survey Professional Paper 377, 1964
- mit B. F. Leonard: Regional geology of the St. Lawrence County Magnetite Deposit, US Geological Survey Prof. Paper 276, 1962
- Geology and mineral resources of the Hammond, Antwerp and Lowville quadrangles, New York State Museum Bulletin, Nr. 296, 1934
- Adirondacks igneous rocks and their metamorphism, Geological Society of America, Memoir 7, 1939